# 프랑크 피카르
프랑크 피카르(프랑스어: Franck Piccard, 1965년 9월 17일~)는 프랑스의 은퇴한 알파인 스키 선수이다. 1988년 동계 올림픽에서 남자 슈퍼대회전 부문 금메달을 획득했으며, 남자 활강에서 동메달을 획득했다. 이후 1992년 동계 올림픽에서는 활강 부문 은메달을 획득했다.